# A Ilha dos Mortos
A Ilha dos Mortos é uma conhecida série de quadros do pintor suíço Arnold Böcklin. Böcklin criou múltiplas versões do mesmo quadro, no qual é representado um remador e uma figura branca sobre um pequeno barco, cruzando uma ampla extensão de água em direção a uma ilha rochosa. O objeto que acompanha as figuras no barco se identificam geralmente como um ataúde, e a figura branca com Caronte, o barqueiro que na mitologia clássica conduzia as almas ao Hades. 
O próprio Böcklin não forneceu nenhuma explicação pública sobre o significado da pintura, embora ele a descrevesse como "uma imagem de sonho: deve produzir o silêncio que seria quebrado com uma batida na porta". O título, que lhe foi conferido pelo comerciante de arte Fritz Gurlitt em 1883, não foi especificado por Böcklin, embora derive de uma frase em uma carta de 1880 que enviou ao comissário original da pintura. Não conhecendo a história das primeiras versões da pintura, muitos observadores interpretaram o reboque como representando o barqueiro Charon, que transportou as almas para o submundo na mitologia grega. A água seria então o rio Styx ou o rio Acheron e seu passageiro branco, uma alma recentemente falecida que transitava para a vida após a morte.

## Origens e Inspiração
A ilha Grega Pontikonisi, perto de Corfu, provavelmente foi a inspiração para a pintura.
A ilha dos mortos evoca, em parte, o cemitério inglês em Florença, Itália, onde as três primeiras versões foram pintadas. O cemitério estava perto do estúdio de Böcklin e também era onde sua filha Maria estava enterrada. (No total, Böcklin perdeu 8 de seus 14 filhos).
O modelo para o ilhéu rochoso era talvez Pontikonisi, uma ilha pequena e exuberante, perto de Corfu, que é adornada com uma pequena capela em meio a um cipreste, talvez em combinação com a misteriosa ilha rochosa de Strombolicchio, perto do famoso vulcão Stromboli, na Sicília. (Outro candidato menos provável é a ilha de Ponza no Mar Tirreno).

## Versões
Böcklin completou a primeira versão da pintura em maio de 1880 para seu patrono Alexander Günther, mas manteve-se com ela. Em abril de 1880, enquanto a pintura estava em andamento, o estúdio de Böcklin em Florença havia sido visitado por Marie Berna(viúva do financista Dr. Georg von Berna [1836-65] e futura esposa do político alemão Waldemar, Conde de Oriola [1854-1910]). Ela ficou impressionada com a primeira versão desta "imagem de sonho" (, que ficou meio preenchida no cavalete, então Böcklin pintou uma versão menor em madeira para ela (agora no Metropolitan Museum, na cidade de Nova York) . A pedido de Berna, ele acrescentou o caixão e a figura feminina, em alusão à morte de sua esposa pela difteria anos antes. Posteriormente, ele adicionou esses elementos à pintura anterior.
A terceira versão foi pintada em 1883 para o concessionário da Böcklin Fritz Gurlitt. Começando com esta versão, uma das câmaras funerárias nas rochas à direita tem as próprias iniciais de Böcklin: "A.B.". (Em 1933, esta versão foi colocada à venda e um admirador notável de Böcklin, Adolf Hitler, adquiriu. Ele colocou-o primeiro no Berghof em Obersalzberg e, depois de 1940, na Nova Chancelaria do Reich em Berlim. Agora está na Antiga Galeria Nacional, em Berlim.)
A quarta versão foi produzida em 1884, finalmente adquirida pelo empresário e colecionador de arte Baron Heinrich Thyssen e pendurada em sua subsidiária do Banco Berliner. Foi queimada após um ataque com bomba durante a Segunda Guerra Mundial e sobrevive apenas como uma fotografia em preto e branco.
Uma quinta versão foi encomendada em 1886 pelo Museu das Belas Artes de Leipzig, onde ainda está pendurado.

## Trabalhos inspirados na Ilha da morte

### Pinturas
Pintura de 1932 de Salvador Dalí A imagem real da Ilha dos Mortos por Arnold Böcklin na Hora do Angelus é inspirada no trabalho de Böcklin.
O artista alemão Michael Sowa pintou a versão 6 de Böcklin, uma paródia da pintura.
O artista suíço H. R. Giger criou uma versão da foto, Hommage à Böcklin (1977), em seu estilo biomecânico típico.
Fabrizio Clerici, o notável pintor surrealista italiano, parafraseou a pintura de Böcklin em duas de suas obras, nomeadas de Le Presenze, datada de 1974, e Latitudine Böcklin, completada em 1979.
O pintor surrealista australiano James Gleeson desenhou um paralelo com a pintura e a entrada ao submundo na Eneida em seu trabalho de 1989, Avernus Transvisioned como Ilha de Böcklin.

### Teatro
A peça de August Strindberg "The Ghost Sonata" (1907) termina com a imagem da Ilha dos Mortos, acompanhada de melancolia. Era uma das imagens favoritas de Strindberg.

### Filmes
Val Lewton usou a pintura em cenários para seu filme de 1943, I Walked with a Zombie, uma história sobre uma ilha dos mortos.
O filme de terror de Val Lewton em 1945, Isle of the Dead, também foi inspirado pela pintura, que serve como pano de fundo para a sequência do título da imagem.
A pintura inspirou dois curtas de animação do National Film Board of Canada.
É o cenário explícito do curta animado de Norman McLaren, A Little Phantasy, sobre uma pintura do século XIX (1946).
Mais recentemente, o animador Craig Welch afirmou que tanto a pintura como o filme da McLaren foram inspirações para o seu curta de 1996, How Wings Are Attached to Backs of Angels.
Alien: Covenant (2017) faz referência à pintura durante uma cena ambientada no jardim 

### televisão
A pintura de Böcklin foi usada na temporada 5 do episódio 3 de Pretty Little Liars ("Surfing Aftershocks"), afetando misteriosamente um dos personagens principais.
No anime "Kuroshitsuji", é mostrado um lugar chamado "Ilha da Morte", descrito como um santuário para demônios e também é a área designada para iniciar um duelo formal entre indivíduos da referida raça.

### Literatura
Em J.G., a novela de 1966 de Ballard The Crystal World, a segunda versão de Böcklin da pintura é invocada para descrever a escuridão da cena de abertura em Port Matarre.
Roger Zelazny usou a imagem como uma inspiração para o lugar de reunião de dois antagonistas mitológicos em sua novela Ilha dos Mortos (1969). 
The Warlord Chronicles de Bernard Cornwell (1995-97) associa a Ilha de Portland de Dorset com a ilha da pintura. É descrito como um lugar de exílio interno e condenação. A calçada que quase liga a ilha da vida real ao continente deveria ser guardada para impedir que os mortos atravessassem a Frota e escapassem de volta para a Grã-Bretanha.

### Música
A Ilha dos Mortos (1890) é um poema sinfônico do compositor romântico Heinrich Schülz-Beuthen evocando a pintura.
Andreas Hallén, compositor romeno sueco, escreveu um poema sinfônico "Die Toteninsel" em 1898.
Dezso d'Antalffy, compositor romântico húngaro, escreveu um poema sinfônico "Die Toteninsel" em 1907.
Sergei Rachmaninoff também compôs um poema sinfônico, Ilha dos Mortos, Op. 29 (1909), inspirado em uma impressão em preto e branco da pintura. Ele disse que, se ele tivesse visto a cor original, ele provavelmente não teria escrito a música.
A banda neoclássica sueca Arcana usou uma imagem de Isle of the Dead na capa de seu álbum de estréia Dark Age of Reason (1996).
Um álbum de Harald Blüchel recebeu o nome da pintura: Die Toteninsel (Zauberberg-Trilogie Teil 1) (2006). A terceira versão da pintura é mostrada na capa deste álbum.
"Visita na Ilha dos Mortos" (2009-2010) é um poema sinfônico para orquestra, composto pelo compositor norueguês Kristian Oma Ronnes.
A banda de heavy metal Atlante Kodex usou "Die Toteninsel" (versão III) como capa para seu primeiro álbum completo, "The Golden Bough" (outubro de 2010).